# Harmonie des Évangiles

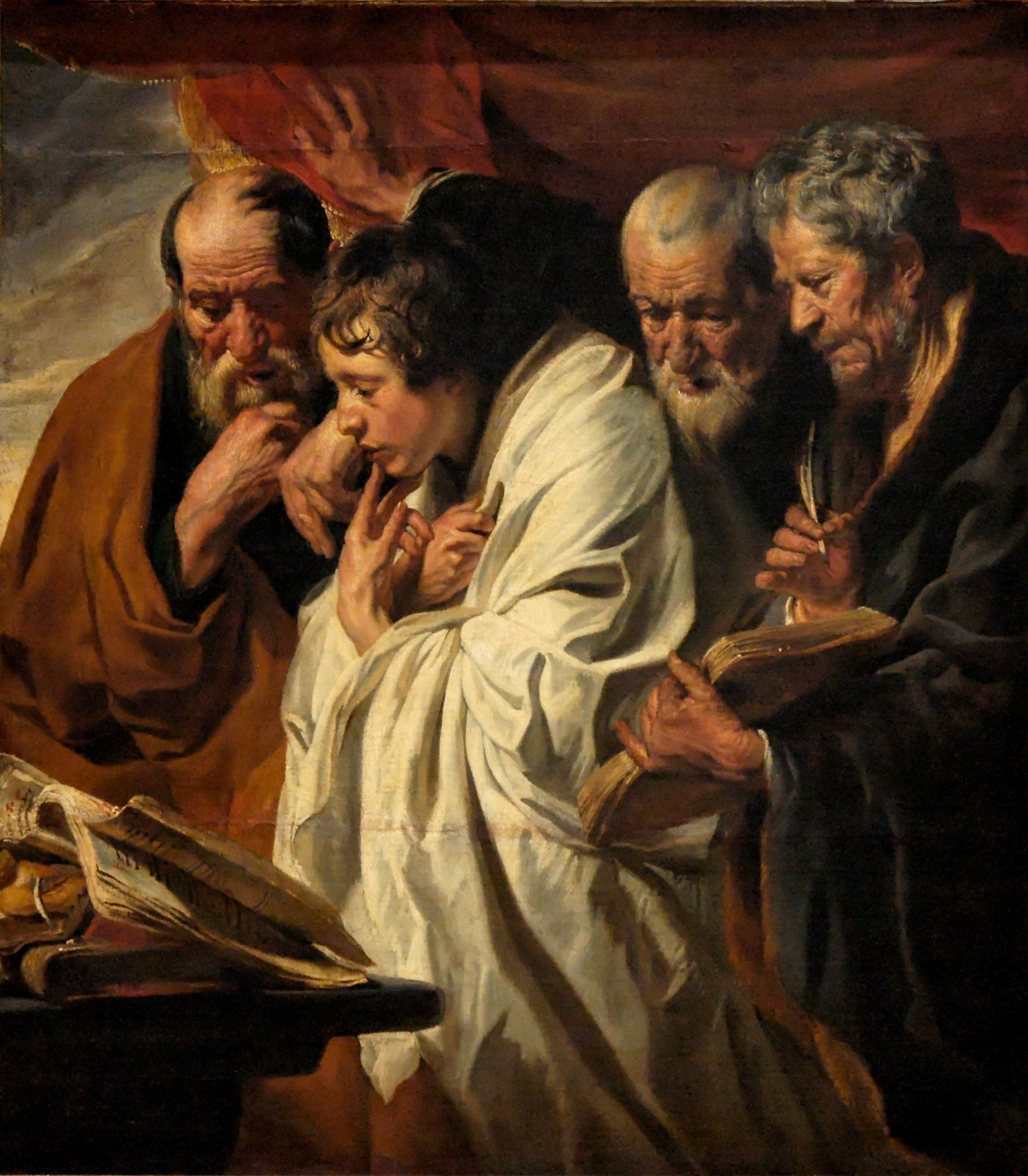
Les Quatre Évangélistes, par Jacob Jordaens (1625-1630), musée du Louvre

Une harmonie des Évangiles ou harmonie évangélique est, dans la théologie chrétienne, une œuvre destinée à mettre en évidence une concordance entre les quatre Évangiles canoniques. Elle prend la forme d’un récit qui relate la vie de Jésus-Christ en compilant les quatre Évangiles par fusion de leurs contenus respectifs, ou encore d’un tableau qui en assemble les éléments par colonnes, une par évangéliste, toujours selon l’ordre chronologique des événements. Elle peut aussi ne prendre en compte que les trois Évangiles synoptiques.

## Histoire
Les plus anciennes harmonies évangéliques sont le Diatessaron (« À travers les quatre ») de Tatien le Syrien, les ouvrages attribués à Théophile d'Antioche et à Ammonios d'Alexandrie le Chrétien, ainsi que les canons établis par Eusèbe de Césarée et le De consensu evangelistarum d’Augustin d'Hippone.
De nombreux théologiens ont suivi cet exemple, dont Jean de Gerson, Andreas Osiander, Jean Calvin (auteur d’une Harmonie évangélique qui réunit les trois synoptiques sans inclure l’Évangile selon Jean), Gerhard Mercator, Jansenius ou Johann Jakob Griesbach. 
La tradition continue jusqu'au XXe siècle, par exemple avec Xavier Léon-Dufour, qui publie en 1956 une Concordance des Évangiles synoptiques, ou Kurt Aland, auteur de Synopsis Quattuor Evangeliorum : Locis parallelis evangeliorum, apocryphorum et patrum adhibitis (1963).